# Camptochaete aciphylla
Camptochaete aciphylla là một loài Rêu trong họ Lembophyllaceae. Loài này được Dixon & Sainsbury mô tả khoa học đầu tiên năm 1945.